# کورمونس
کورمونس (به ایتالیایی: Cormons) یک کومونه در ایتالیا است که در استان گوریتزیا واقع شده‌است.

## خصوصیات
کورمونس ۳۴٫۶ کیلومترمربع مساحت و ۷٬۶۳۹ نفر جمعیت دارد و ۵۶ متر بالاتر از سطح دریا واقع شده‌است.

## خواهرخوانده
شهرهای Friesach و Tokaj خواهرخوانده‌های کورمونس هستند.